# 삼느아

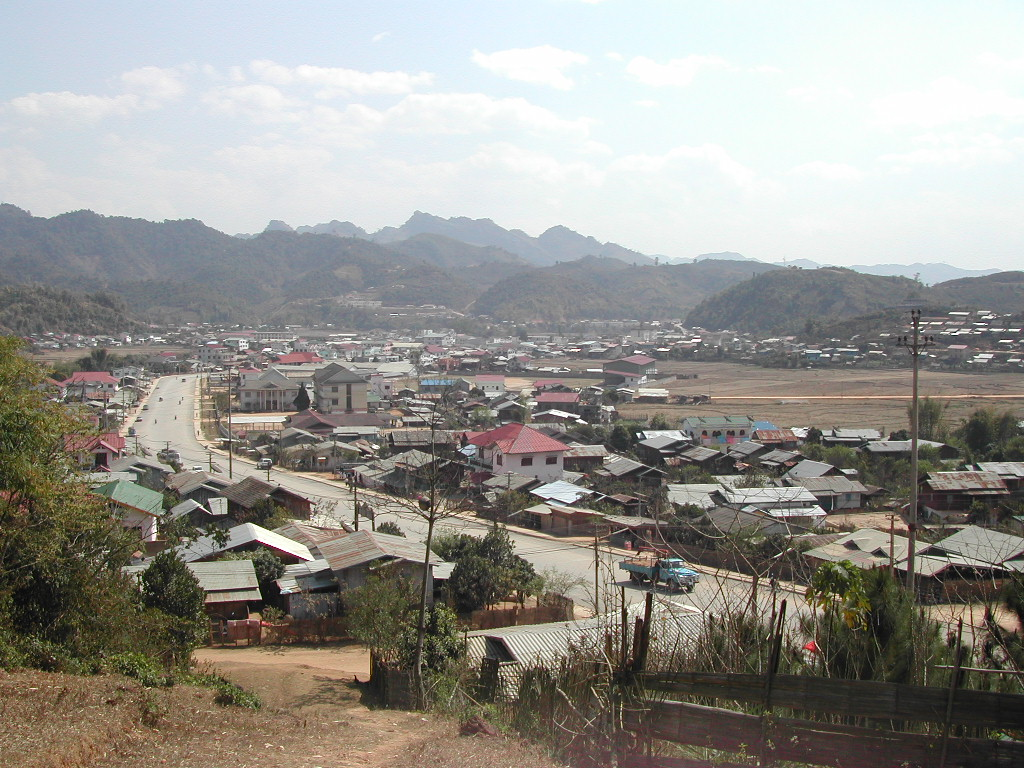
삼느아

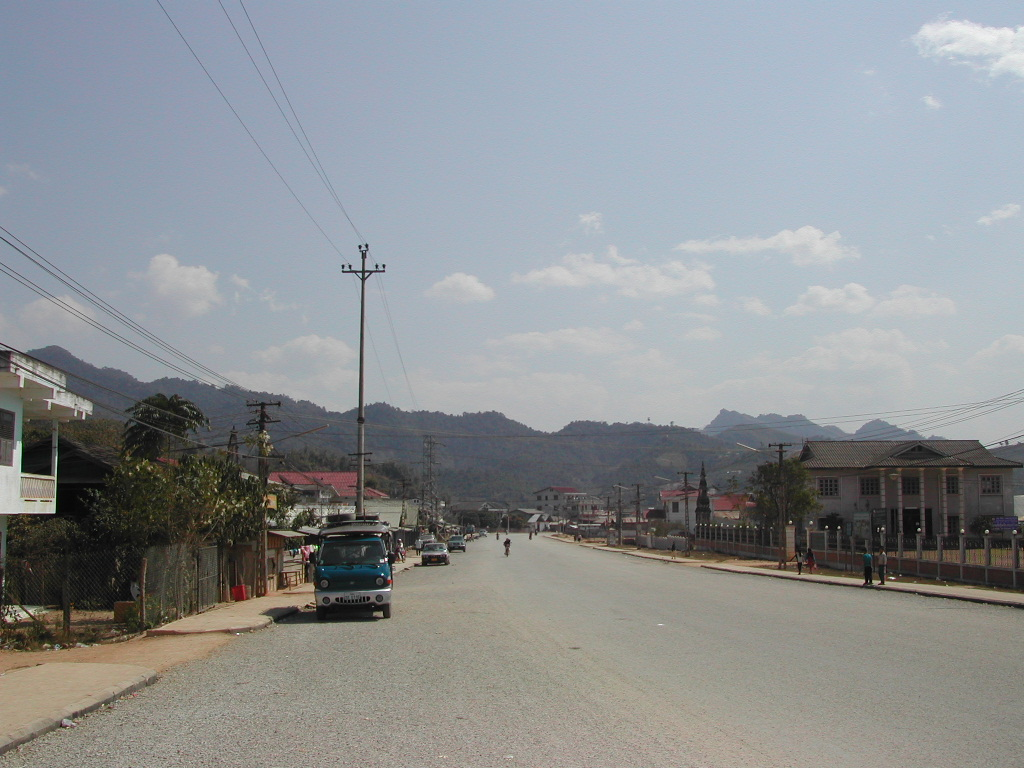
삼느아의 거리

삼느아군(라오어: ຊຳເໜືອ 삼느아)는 라오스 북동부에 있는 후아판도의 도도로 서구 여행객들이 가장 적게 방문하는 라오스 주도들 중 하나다. 2002년 현재 인구는 46,800명이다.

## 인구
대부분이 라오 족, 비엣 족, 몽족이다.

## 여행
몇몇 게스트하우스가 있고 비엔티안으로 가는 비정규 항공편이 운행 중이다.